# Germund Dahlquist
Germund Dahlquist   (Uppsala, 16 de gener de 1925 - Estocolm, 8 de febrer de 2005) va ser un matemàtic suec.

## Vida i obra
Nascut a Uppsala, va començar els estudis universitaris quan només tenia disset anys a la universitat d'Estocolm, en la qual es va llicenciar el 1949. Enlloc de seguir amb els cursos de doctorat, va entrar a treballar al MMN (Comité Suec per al Maquinari Informàtic) on va participar en el desenvolupament del primer ordinador suec: el BESK. Després d'uns anys, canvia d'opinió i començara treballar en el seu doctorat que obté el 1958, amb una tesi publicada l'any següent, en la qual demostra que l'estabilitat i la consistència son les condicions necessàries per a la convergència dels mètodes en diversos passos per resoldre una equació diferencial.
El 1959 va passar a ser professor del Reial Institut de Tecnologia, on va establir un potent grup de treball en anàlisi numèrica. El seu llibre de 1974 Numerical Methods va ser molt influent en aquest camp. També va ser molt actiu en la fundació de la revista BIT Numerical Mathematics, de la qual va ser editor durant molts anys, i en la col·laboració amb Amnistia Internacional, ajudant a científics amb problemes polítics. Va establir el concepte de norma logarítmica i el va estendre a operadors no lineals; i també, els conceptes de primera barrera i segona barrera de Dahlquist.